# Tradescantia umbraculifera
Tradescantia umbraculifera là một loài thực vật có hoa trong họ Commelinaceae. Loài này được Hand.-Mazz. miêu tả khoa học đầu tiên năm 1908.